# Betty Blowtorch
Betty Blowtorch – amerykański zespół kobiecy z Kalifornii, grający hardcore punk i hard rock, założony w 1998 roku przez trzy członkinie zespołu Butt Trumpet:Sharon Needles, Blare N. Bitch i Biancę Butthole. Swój pierwszy album Get Off zespół wydał wiosną 1999 roku, ale dopiero ich drugi krążek Are You Man Enough? (2001) przyniósł im światową sławę. Podczas trasy koncertowej z Nashville Pussy w 2001 roku, ze składu odeszły: perkusistka Judy Molish i gitarzystka Sharon Needles. Na ich miejsce przyjęto Jennifer Finch z zespołu L7. W grudniu tego samego roku, wokalistka i basistka zespołu Bianca Butthole zginęła w wypadku samochodowym w Nowym Orleanie, spowodowanym przez pijanego kierowcę samochodu, którego była pasażerką. To wydarzenie było przyczyną zakończenia działalności muzycznej zespołu. W 2003 roku ukazał się ich ostatni album Last Call z nagraniami z koncertów na żywo.

W 2003 roku Anthony Scarpa wyreżyserował o zespole film dokumentalny pt. Betty Blowtorch (And Her Amazing True Life Adventures). Film zdobył Nagrodę Publiczności na Los Angeles Silver Lake Film Festival (2003).

## Dyskografia
- Last Call (2003)
- Are You Man Enough? (2001)
- Get Off (1999)